# Muriel Targnion

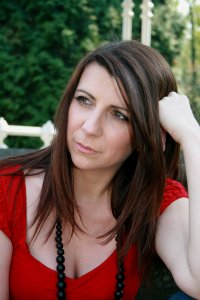
Muriel Targnion

Muriel Targnion (Verviers, 18 mei 1971) is een Belgische politica, die tot 2020 deel uitmaakte van de PS.

## Levensloop
Ze werd licentiaat in de politieke wetenschappen, gespecialiseerd in de internationale relaties, aan de Université Catholique de Louvain. Na haar studies was Targnion van 1998 tot 2003 parlementair medewerker van Jean-François Istasse en van 1998 tot 1999 halftijds attaché op het kabinet van federaal minister Yvan Ylieff. Van 1999 tot 2001 was ze tevens voorzitster van de PS-jongerenafdeling van het arrondissement Verviers.
In oktober 2000 werd Targnion verkozen tot gemeenteraadslid van Verviers, een functie die ze nog steeds uitoefent. In februari 2003 werd ze er schepen, wat ze bleef tot in juli 2010. Van 2013 tot 2015 was Targnion PS-fractievoorzitter in de gemeenteraad van Verviers en in 2015 werd ze burgemeester van de stad.
Ze zetelde van 2009 tot in 2014 in het Waals Parlement en het Parlement van de Franse Gemeenschap. Tevens zetelde ze van 2010 tot 2013 als gemeenschapssenator in de Belgische Senaat, waardoor ze ontslag moest nemen als schepen van Verviers. In 2014 werd ze opnieuw lid van het Parlement van de Franse Gemeenschap ter opvolging van de Duitstalige Edmund Stoffels, die wel in het Waals Parlement mocht zetelen maar niet in het Parlement van de Franse Gemeenschap. Ze bleef dit tot in december 2018, toen ze ontslag nam als eerste opvolger op de PS-lijst voor het Waals Parlement en hierdoor ook haar mandaat in het Franse Gemeenschapsparlement verloor.
Van 2018 tot 2019 was ze voorzitster van de intercommunale Enodia, de opvolger van Publifin. In oktober 2019 diende ze op te stappen als voorzitster na de omstreden beslissing van dochtermaatschappij Nethys om filialen Voo, Win en Elicio te verkopen.
In juni 2020 kwam Targnion op ramkoers met partijgenoot en OCMW-voorzitter van Verviers Hassan Aydin, die een budgettair creatieve aanpak hanteerde. Binnen de plaatselijke PS-afdeling ontstonden twee kampen en de gemoederen tussen die kampen liepen zodanig hoog op, dat de afdeling onder curatele werd geplaatst door de nationale partijleiding. Niettemin werd onder leiding van het kamp rond Targnion een motie van wantrouwen ingediend tegen Aydin en zette ze een nieuwe coalitie op. Hierdoor besliste de Deontologische Commissie van de PS om een interne procedure tegen Targnion op te starten en werd ze drie weken later, op 30 juli 2020, uit de PS gezet. In september 2020 werd na een tweede motie van wantrouwen een nieuwe coalitie geïnstalleerd in Verviers, waardoor Targnion haar burgemeesterssjerp verloor aan Jean-François Istasse. Targnion vocht de motie van wantrouwen die haar afzette echter aan bij de Raad van State, die haar op 9 oktober 2020 in het gelijk stelde en de motie van wantrouwen ongeldig verklaarde. Hierdoor trad het vorige stadsbestuur onder haar leiding opnieuw in functie en moest Istasse het burgemeesterschap opnieuw afstaan aan Targnion.